# お天気お姉さん (漫画)
『お天気お姉さん』（おてんきおねえさん）は、安達哲による日本の漫画作品。週刊ヤングマガジンに連載され、実写作品としてオリジナルビデオ化、テレビドラマ化されたほか、OVAとしてアニメ化もされた。
己の性的魅力を武器として生きるお天気お姉さん・仲代桂子の巻き起こす騒動の数々を描いた作品である。

## あらすじ
各番組惨憺たる視聴率を出すテレビ局ATVにおいて唯一まともなコンテンツは女子アナウンサーの仲代のお色気要素を出したお天気コーナーのみ。そのため仲代はATV内で絶大な権力と発言力を持ち尊大な態度で振舞う。そんな彼女を追い落とそうとする先輩の河合、島森と今日も権力争いを繰り広げる。

## 登場人物
仲代 桂子（なかだい けいこ） - けいこ
主人公。美貌と教養、そして類稀な激しい性欲を持つATV女子アナウンサー。局看板番組の天気コーナーを担当、天気予報にお色気要素を持ち込み絶大な人気を得る。自分に刃向かう者に対しては容赦なく暴虐を振るうが、反面些細な物事にこだわらない豪快な一面もある。ヨリに対してだけは恋する乙女らしさを見せた。作中のキャッチフレーズは「仁義なき女」。
河合 倫子（かわい みちこ） - みち子
桂子の先輩アナウンサー。報道志向。けいこの台頭に危機感を抱き、卑劣な手段で陥れようとするが返り討ちに遭い、生放送中に恥を曝す破目になり失脚。それ以来公私共にけいこの奴隷として奉仕させられる。その後も何度か反乱を試みるも尽く失敗する。アパレルメーカーの重役と愛人関係にある。作中のキャッチフレーズは「不幸の一番星」。
島森 かおり（しまもり かおり） - かおり
ATVフランス支局帰りの女性キャスター。父親は郵政官僚。登場当初はけいこと敵対関係となるが、やがて互いに認め合う好敵手あるいは共犯関係といった間柄となり、みち子に対してもけいこと同様奴隷扱いするようになる。普段は表には出さないが実際はけいこ同様性欲旺盛。
山岸 ミノル（やまぎし みのる） - ヤマギシ
けいこの高校時代の同級生。自分の学力とは分不相応な東京大学を目指し四浪中。高校時代、泥酔したけいこに陰茎を噛まれ、以来けいこに執着、ATVにアルバイトとして潜り込む。
山岸 頼子（やまぎし よりこ） - ヨリ
ヤマギシの妹で高校生。年齢の割には非常に小柄で、兄とはまったく似つかない愛らしい容貌。大きな丸い額が特徴（丸い額の少女は作者の作品に繰り返し登場する）。唯一購読している雑誌がびわの実学校であるなど浮世離れしたところがある。けいこが唯一恥じらいを見せる相手。
池波 夏美（いけなみ なつみ）
婦人警官で階級は警部。かつてはレディースの総長であった。性犯罪専門捜査官「変態ハンター」として、けいこの身辺警護を命じられるがやがてけいこと敵対。警部にもかかわらず露出の多い格好での捜査を強いられ、時には逆に変質者に捕まって拷問されるなど苦難の日々の中で、けいこへの反感を募らせていく。一度はけいこの軍門に下るが再び対決、けいこの活力の根源である性欲を絶たすほどの深手を負わせる。
法条 律子（ほうじょう りつこ）
婦人警官で階級は巡査。夏美と同様に変態ハンターとしてけいこの身辺警護に当たる。射撃の名手。

## 単行本
- ヤンマガKC版 全8巻
- 講談社漫画文庫版 全6巻
- 講談社プラチナコミックス版 全8巻

## アニメ
R指定のOVAとして、1995年6月1日に『お天気お姉さん』と『お天気お姉さん2』の計2本がリリースされている。
キャスト
- 仲代 桂子 - 松本梨香
- 島森 かおり - 深見梨加
- 河合 倫子 - 根谷美智子
- 山岸 ミノル - 林延年
- 宮本 - 三木眞一郎

スタッフ
- 監督・脚本 - 湯山邦彦
- 原作 - 安達哲
- キャラクターデザイン・作画監督 - 宮田奈保美
- 演出 - 渡部高志

主題歌「情熱のバカンス」
挿入歌「雨のちPしましょう」
- 作詞：渡辺なつみ
- 作・編曲：樫原伸彦
- 歌：イケイケガールズ
- レーベル：キングレコード

## オリジナルビデオ
オリジナルビデオ（Vシネマ）として計2本がバンダイビジュアルよりリリースされている。
お天気お姉さん
リリース日：1995年4月25日。収録時間：84分。主演は水谷ケイで、原作者の安達哲も出演している。劇場映画なみの規模で制作したためにVシネマの標準的な制作費を超えてしまい、赤字となった。だがビデオの売り上げが好成績を収めたことにより、初回の注文数だけで制作費と宣伝費は十分回収できたという。
Vシネマではあるものの後にストックホルム映画祭やオスロ国際映画祭へ『A WEATHER WOMAN』のタイトルで出品され話題を呼ぶ。主演の水谷はイタリア国際映画祭で風刺とユーモア映画最優秀主演女優賞を受賞している。海外での評価を受け日本でも海外向けバージョンが1996年9月21日に劇場公開された。これにより1996年の日本映画として最も成功した作品の一つとして認知され、映画評論家からも高い評価を獲得し、何人かは同年の映画ベスト10にこの作品を入れている。キネマ旬報ではこの年のベスト映画一覧にて26位にランクインした。1997年に映画に基づいてテレビ朝日系列でテレビドラマ化された。
お天気お姉さんR
リリース日：1996年1月25日。収録時間：85分。制作予算は前作より抑えられ、3500万円となっている。バンダイビジュアル側からの要望で主演は桜っ子クラブさくら組に所属していた愛禾みさに変更。前作が「原作の仲代桂子を立体化する」という方向性で制作されたのに対し、『R』では「愛禾が立体化できる仲代桂子」という方向性で制作された。これにより前作以上にオリジナル色が強くなり、ストーリーや登場するキャラクターも大きく異なる作品となった。
上記2作品に続く形で第3作『お天気お姉さん3』が企画されたが、製作準備に入った頃にはすでにビデオ映画市場全体が低迷していたことを理由に「前2作ほどの販売本数が見込めない」と判断され撮影1カ月前に製作中止となった。監督の細山智明によれば『3』は第1作の姉妹編で、原作のエピソードを盛り込みつつ桂子とライバルの倫子の関係に焦点をあてた作品にする予定だったという。

### 出演者（Vシネマ）
※役名のないキャストは本人役での出演。
お天気お姉さん
- 仲代 桂子 - 水谷ケイ
- 山岸 ミノル - 住田隆
- 島森 かおり - 白島靖代
- 河井 倫子 - 平沙織
- 島森（会長） - 天本英世
- 権藤（社長） - 斉藤暁
- 山辺 マサオ - 井田州彦
- 浜本 洋一 - 大杉漣
- 定食屋のおやじ - 大河内浩
- 中島（アナウンサー） - 轟二郎

- 変態ディレクター - ジーコ内山
- 記者A - 橋本杏子
- 警備員 - 徳井優
- 不知火（理事） - 東銀之助
- 山田 かよこ - 三浦ふみこ
- 女性キャスター - 佐藤勝栄
- ニュースキャスター - 大久保了
- 宝山 寿男 - 山本竜二
- 影田（プロデューサー） - 池島ゆたか
- 仲村（警視庁少年課課長） - 清水大敬

- パフォーマー - 梅垣義明
- 女力士 - 中村京子
- SM女王 - 内田春菊
- スイッチャー - 安達哲
- 佐川一政
- 伊藤清美

お天気お姉さんR
前作から引き続き出演しているキャストの多くは、別の役で出演している。
- 仲代 桂子 - 愛禾みさ
- 林原 恵 - 加藤陵子
- 坂口 敏生 - 栗原良
- 斉藤 権太郎 - 南川昊
- 林原 夕佳 - 平沙織
- 太田 健一 - 矢沢幸治
- 森本 道彦 - へらちょんぺ
- 吉川 秀次 - 渡辺城太郎
- 芸能プロマネージャー - 山本竜二
- 清水 大三郎 - 清水大敬

- 中本アナ - 大久保了
- ピーター・ウェザー - グリマンデル
- 芸能プロマネージャーB - 池島ゆたか
- 芸能プロマネージャーC - 高杉航大
- 仲代 大作 - 中村春山
- バナナの叩き売り - 高土新太郎
- 一ノ瀬 喜子 - 香川真沙紀
- あんま - ジーコ内山
- 記者 - 橋本杏子
- 謎の映画監督 / 記者 / かっぱ - 住田隆

- 伊藤清美
- 汗かきジジィ
- キッコリーズ

### スタッフ（Vシネマ）
- 監督 : 細山智明
- 製作 : 上埜芳被、林哲次
- プロデューサー : 加地厚仁、代情明彦
- 原作 : 安達哲
- 脚本 : 鴎街人
- 音楽 : 井田州彦
- 撮影 : 志賀葉一 → 村川聡（R）
- 美術 : 登山和郎

- 録音 : 杉崎喬
- 編集 : 金子尚樹
- 助監督 : 鬼頭理三
- 制作担当 : 岩村博幸
- MA : ニューメグロスタジオ
- 現像・テレシネ : 東映化学工業
- 製作協力 : オフィス・ボーダー
- 製作 : 東北新社、バンダイビジュアル

## テレビドラマ
テレビ朝日系で、1997年にウイークエンドドラマ枠でドラマ化。
- お天気お姉さん - 1997年1月11日 - 2月15日、全6回。
- お天気お姉さん2 リョーコPuriPuri - 1997年2月22日 - 3月29日、全6回。

第1期は原作の設定を元にドラマ化しているが、第2期は自分の身体にコンプレックスを持つ女性の牧野諒子が主人公で、オリジナルの展開となっている。
2013年4月より同じテレビ朝日系の「金曜ナイトドラマ」枠で放送された『お天気お姉さん』は、本作との関連性はない。

### 出演者（テレビドラマ）
お天気お姉さん
- 仲代 桂子 - 細木美和
- 河合 みち子 - 木下優
- 風見 健次郎 - 高杉亘
- 雪村 冬彦 - うえだ峻
- 島森 かおり - 堀恵子
- 山岸 ミノル - つぶやきシロー
- 諸星 ルミ - 落合瑠美
- 氷室 京子 - 矢木沢まり
- 天野 めぐみ - 藤谷かな
- 雨宮 武 - 大沢一起
- アナウンサー - 福士秀樹

お天気お姉さん2
- 牧野 諒子 - 大家由祐子
- 佐々木 沖一 - 甲本雅裕
- 真田（製作局長） - 団時朗
- 利根作 敬次郎 - 中村有志
- 山際 恵子 - 城麻美
- 木村優希
- 居酒屋の店主 - アニマル浜口
- 居酒屋の客 - 矢作公一（元日本ハムファイターズ）

| ※(1)、(2) はそれぞれ『お天気お姉さん』、『お天気お姉さん2』のみの担当。 - 監督 - 久野昌宏、中島豪、今井和久 (2) - 脚本 - 吉田玲子 (1)、橋本以蔵 (2) - 音楽 - 桜庭統 - 音響効果 - 石井和之 - プロデューサー - 五十嵐文郎、中嶋豪、増田悟司（テイクシステムズ） - 製作著作 - テレビ朝日 | お天気お姉さん - 「Chanceはあげない」VANITY お天気お姉さん2 - 「Forest」La'cryma Christi |

| テレビ朝日 土曜23：28 - 23：58 ウイークエンドドラマ枠 | テレビ朝日 土曜23：28 - 23：58 ウイークエンドドラマ枠 | テレビ朝日 土曜23：28 - 23：58 ウイークエンドドラマ枠 |
| 前番組                                                | 番組名                                                | 次番組                                                |
| ----------------------------------------------------- | ----------------------------------------------------- | ----------------------------------------------------- |
| しようよ2♡ 女教師ナズナの場合                         | お天気お姉さん お天気お姉さん2 リョーコPuriPuri       | いとしの未来ちゃん                                    |

## パチスロ
バルテックより、2008年4月に本作をモチーフとしたパチスロ台がリリースされている。